# 板橋拓己
板橋 拓己（いたばし たくみ、1978年10月28日 - ）は、日本の政治学者。専門は、国際政治史・ヨーロッパ政治史。特に近現代ドイツ政治外交史。東京大学大学院法学政治学研究科教授。

## 来歴
栃木県小山市生まれ、佐野市育ち。2001年北海道大学法学部卒業。2008年同大学院法学研究科博士後期課程修了、「近代ドイツにおけるナショナリズムと「中欧」 ドイツ・ナショナリズム論の再検討」で博士（法学）の学位を取得。北海道大学大学院法学研究科助教、成蹊大学法学部助教、2013年同准教授、2016年同教授、2022年東京大学大学院法学政治学研究科教授。

## エピソード
- 大学院修士課程では田口晃に、博士課程では遠藤乾に師事した。

## 著書

### 単著
- 『中欧の模索――ドイツ・ナショナリズムの一系譜』（創文社，2010年）
- 『アデナウアー――現代ドイツを創った政治家』（中公新書〉，2014年）
- 『黒いヨーロッパ――ドイツにおけるキリスト教保守派の「西洋（アーベントラント）」主義、1925～1965年』（吉田書店, 2016年）《2016年度日本ドイツ学会奨励賞受賞》
- 『分断の克服 1989-1990――統一をめぐる西ドイツ外交の挑戦』（中央公論新社〈中公選書〉, 2022年9月）《第22回大佛次郎論壇賞受賞》

### 共著
- （西田慎・近藤正基・編）『現代ドイツ政治――統一後の20年』（ミネルヴァ書房, 2014年）
- （葛谷彩・小川浩之・西村邦行・編）『歴史のなかの国際秩序観――「アメリカの社会科学」を超えて』（晃洋書房, 2017年）
- （小川浩之・青野利彦）『国際政治史――主権国家体系のあゆみ』（有斐閣, 2018年）

### 共編著
- （遠藤乾）『複数のヨーロッパ――欧州統合史のフロンティア』（北海道大学出版会，2011年）
- (妹尾哲志)『歴史のなかのドイツ外交』（吉田書店，2019年）
- (妹尾哲志)『現代ドイツ政治外交史――占領期からメルケル政権まで』（ミネルヴァ書房，2023年）

### 翻訳
- （ジャック・ル・リデー著，田口晃共訳）『中欧論――帝国からEUへ』（白水社文庫クセジュ，2004年）
- （アンネッテ・ヴァインケ著）『ニュルンベルク裁判――ナチ・ドイツはどのように裁かれたのか』（中央公論新社〈中公新書〉, 2015年）
- （山中仁美著, 佐々木雄太監訳, 吉留公太・山本健・三牧聖子・浜由樹子共訳）『戦争と戦争のはざまで――E・H・カーと世界大戦』（ナカニシヤ出版, 2017年）
- （ヤン=ヴェルナー・ミュラー著）『ポピュリズムとは何か』（岩波書店, 2017年）
- （アンドレアス・レダー著）『ドイツ統一』（岩波新書,2020年）

## 参考
- [ISBN 978-4-12-102266-0][要文献特定詳細情報]